# Арне Карлссон (яхтсмен)
Арне Карлссон (швед. Arne Karlsson, 23 березня 1936) — шведський яхтсмен.
Срібний призер Олімпійських Ігор 1964 року в класі 5,5 метра.
Син шведського яхтсмена, олімпійського чемпіона 1956 року Ярмара Карлссона.